# Leite livre de abate
O leite livre de abate é um tipo de leite consumível, produzido a partir de qualquer mamífero, normalmente vacas, em que o fazendeiro ou produtor de leite, mais tarde não abate o animal para a produção de carne. Ao contrário do denominado leite orgânico ou do leite convencional, o leite livre de abate nunca envolve a morte do animal, que é o caso típico na indústria do leite, quer para a produção de hambúrguer, quer para a produção de alimentos para animais de estimação. Normalmente, a indústria do leite, depois de a vaca não estar mais apta para a produção de leite, esta é morta para a produção de carne de baixa qualidade. Assim, o produtor fatura não apenas aquando da venda do leite, mas também aquando da venda da carcaça. Ao não abater o animal, o leite livre de abate torna-se por conseguinte mais dispendioso do que o leite convencional; uma vez que, além do produtor não obter rendimento com a venda da carcaça, ainda deverá manter infraestruturas e condições para o retiro do animal.